# Monodelphis handleyi
Monodelphis handleyi — вид сумчастих ссавців родини Опосумові (Didelphidae). Вид названий на доктора Чарльза Хендлі-молодшого, провідного наукового співробітника Неотропічної ссавців, хто, ймовірно, вперше розпізнав М. handleyi як новий вид.

## Опис
Вид нагадує М. adusta і г-Роланд, але генетично більш тісно пов'язані з М. osgoodi. Це середнього розміру вид з короткою шерстю і короткими ногами. Верх тіла коричневий, низ жовто-коричневого кольору. Є горлова залоза. Короткий, коричневий хвіст покритий лусками (близько 20 см), з 3 волосків. Довжина голови й тіла становить у середньому 122,9 мм, довжина хвоста 69,3 мм і довжина задньої ступні 17,5 мм.

## Поширення
Живе в північно-східному Перу.